# Kaiserstraße 39 (Quedlinburg)

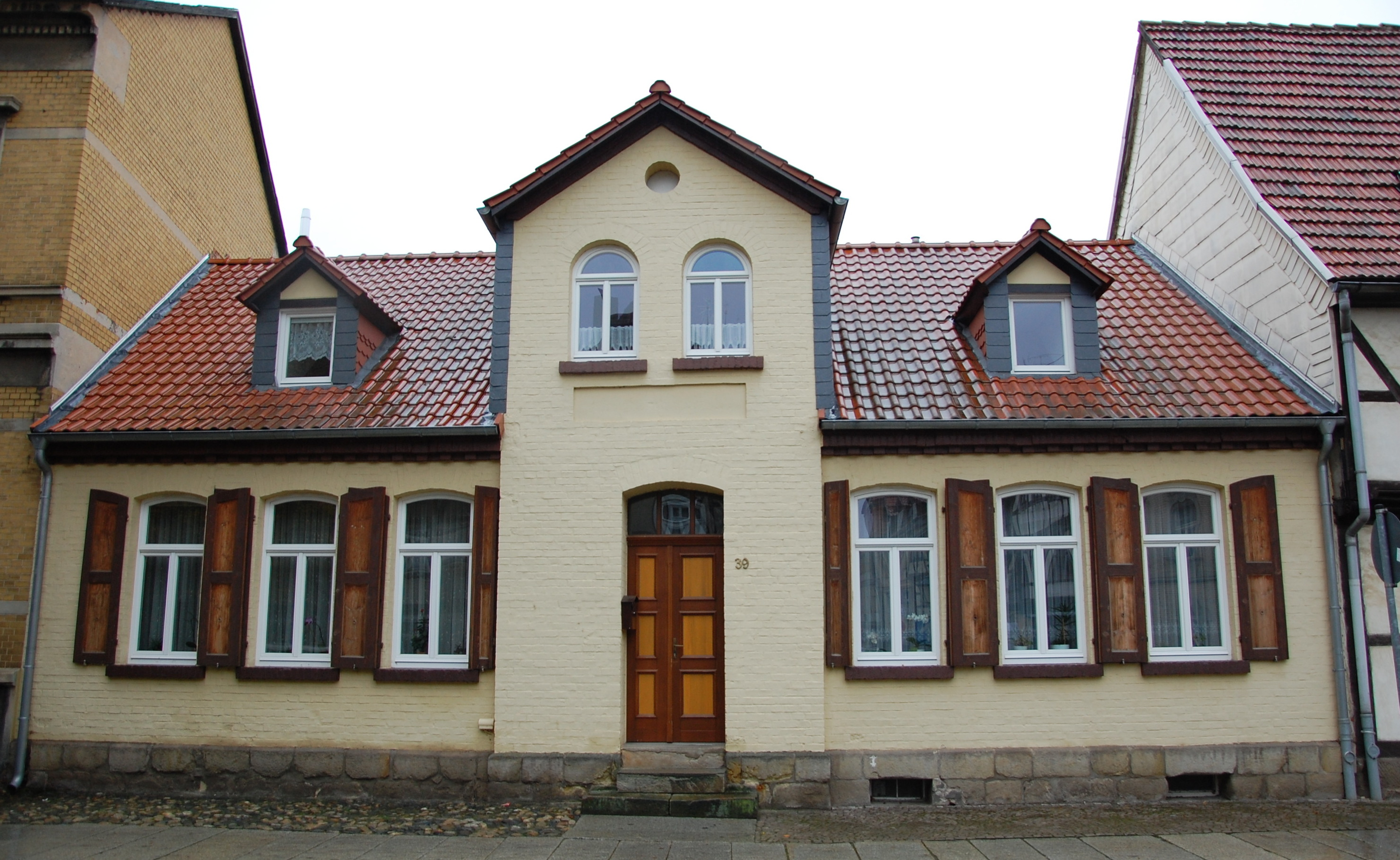
Kaiserstraße 39

Das Haus Kaiserstraße 39 ist ein denkmalgeschütztes Gebäude in der Stadt Quedlinburg in Sachsen-Anhalt.

## Lage
Es befindet sich in der historischen Quedlinburger Neustadt auf der Südseite der Kaiserstraße und ist im Quedlinburger Denkmalverzeichnis als Kinderheim eingetragen. Östlich grenzt das gleichfalls denkmalgeschützte Haus Kaiserstraße 38a, westlich das Haus Kaiserstraße 40 an.

## Architektur und Geschichte
Das massive aus Backsteinen errichtete unverputzte Gebäude wurde in der zweiten Hälfte des 19. Jahrhunderts als Anstalt für verwahrloste Kinder errichtet. Später erfolgte eine veränderte Nutzung als Schule für Kleinkinder. Es wurde im Stil des Spätklassizismus gebaut. Die Symmetrie der Fassade wird durch einen Mittelrisaliten hervorgehoben.